# Jurjevčič
Jurjevčič je priimek v Sloveniji, ki ga je po podatkih Statističnega urada Republike Slovenije na dan 1. januarja 2010 uporabljalo 125 oseb.

## Znani nosilci priimka
- Blaž Jurjevčič (*1965), jazzovski pianist
- Bojan Jurjevčič - Jurki (*1958), glasbenik, pevec in tekstopisec, avtor glasbe za gledališče
- Tone (Anton) Jurjevčič (*1936), zborovodja